# Туношна (река)
Ту́ношна или Туношонка (устар. Туношня) — река в России, протекает по Гаврилов-Ямскому, Некрасовскому и Ярославскому районам Ярославской области; исток находится в Комсомольском районе Ивановской области.
Длина реки составляет 51 км, площадь бассейна — 448 км². Устье реки находится в 2606 км по правому берегу реки Волга от её устья (Горьковское водохранилище) на высоте 84 м над уровнем моря; километром ниже устья реки Великая, напротив острова Туношенский.
Крупнейшие притоки: Зеленкин (слева), Кисма (7,4 км от устья, слева), Шакша (6,6 км, слева).

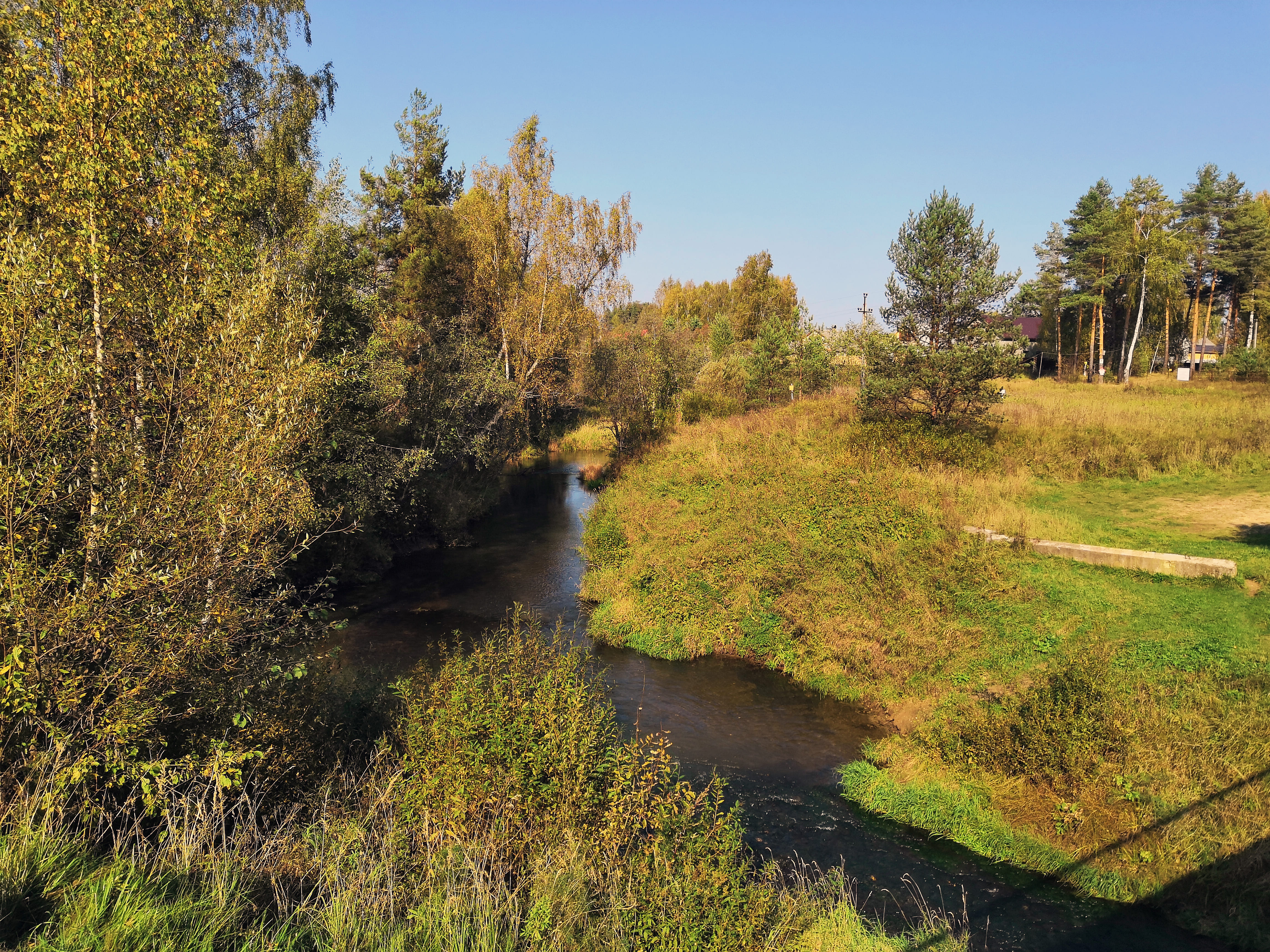
Вид на реку с моста у деревни Заборное

Сельские населённые пункты около реки: Гаврилов-Ямский район — Никитское, Пружинино, Внуково, Киселево, Митино, Малое Панино; Некрасовский район — Нетребово, Тереховка, Колотово, Костино, Мещерка, Доманцево, Бурмакино, Пеньтелево, Бурмакино, Копорье, Новое, Орлецы, Тощиха; Ярославский район — Новоселки, Твердино, Ключи, Приволье, Рохма, Семеновское, Заборное, Мужево, Коргиш, Туношна, Волжский.
Между Твердино и Ключами пересекает железную дорогу Ярославль — Кострома; в Туношне — автодорогу Ярославль — Кострома.

## Данные водного реестра
По данным государственного водного реестра России относится к Верхневолжскому бассейновому округу, водохозяйственный участок реки — Волга от Рыбинского гидроузла до города Кострома, без реки Кострома от истока до водомерного поста у деревни Исады, речной подбассейн реки — Волга ниже Рыбинского водохранилища до впадения Оки. Речной бассейн реки — (Верхняя) Волга до Куйбышевского водохранилища (без бассейна Оки).
Код объекта в государственном водном реестре — 08010300212110000011252.